# Bad Religion
Bad Religion är ett amerikanskt punkrockband som startade 1979 i Los Angeles. Debutalbumet Bad Religion EP gavs ut 1981.

## Musiken
Bad Religions musik behandlar både personliga och samhälleliga frågor, och den är känd för att innehålla mycket samhällskritik. Bland de mest förekommande områdena finns kritik mot dogmatiskt tänkande och organiserad religion. Texterna är ofta influerade av punkens DIY-ideal om friheten i att tänka själv och att inte låta omvärldens tyckande och regler stå i vägen. Greg Graffin och Brett Gurewitz har skrivit den övervägande delen av gruppens låttexter. Bad Religions texter innehåller ofta en komplex vokabulär - vilket lett till kritik för svårförståelighet samtidigt som det lett till hyllningar för exaktheten och intelligensen i språkbruket.

## Logotypen
Bad Religions logotyp, en "crossbuster", är en välkänd symbol som ofta återfinns på kläder. Enligt sångaren och låtskrivaren Greg Graffin är den snarare en metafor som beskriver bandets ogillande av organiserad tro och organiserat tänkande, än en symbol mot kristen tro.

## Medlemmar
- Greg Graffin - sång (1979-)
- Brett Gurewitz - gitarr och stämmor (1979-1994, 2000-)
- Michael Dimkich - gitarr (2013-)
- Brian Baker - gitarr och stämmor (1994-)
- Jay Bentley - bas och stämmor (1979-1983, 1988-)
- Jamie Miller - trummor (2015-)

### Före detta medlemmar
- Greg Hetson - gitarr (1985-2013)
- Tim Gallegos - bas (1985)
- Paul Dedona - bas (1983)
- Davy Goldman - trummor (1983)
- Lucky Lehrer - trummor (1986-1987)
- John Albert - trummor (1984-1985)
- Jay Ziskrout - trummor (1979-1982)
- Pete Finestone - trummor (1982-1984, 1987-1992)
- Bobby Schayer - trummor (1992-2001)
- Brooks Wackerman - trummor (2002-2015)

## Diskografi
- Bad Religion (1981, EP)
- How Could Hell Be Any Worse? (12 januari 1982)
- Into the Unknown (1983)
- Back to the Known (1984, EP)
- Suffer (1 november 1988)
- No Control (2 november 1989)
- Against the Grain (23 november 1990)
- Generator (13 mars 1992)
- '80-'85 (18 maj 1992)
- Recipe for Hate (21 september 1993)
- Stranger Than Fiction (30 augusti 1994)
- All Ages (7 november 1995)
- The Gray Race (27 februari 1996)
- Tested (Live) (1997)
- No Substance (5 maj 1998)
- The New America (9 maj 2000)
- The Process of Belief (22 januari 2002)
- Punk Rock Songs (the Epic Years) (2002)
- The Empire Strikes First (8 juni 2004)
- How Could Hell Be Any Worse - nysläpp (6 april 2004)
- Suffer - nysläpp (6 april 2004)
- No Control - nysläpp (6 april 2004)
- Against the Grain - nysläpp (6 april 2004)
- Generator - nysläpp (6 april 2004)
- New Maps of Hell (9 juli 2007)
- The Dissent of Man (27 september 2010)
- True North (22 januari 2013)
- Christmas Songs (29 oktober 2013)
- Age of Unreason (3 maj 2019)